# Chlorota jivarana
Chlorota jivarana är en skalbaggsart som beskrevs av Ohaus 1913. Chlorota jivarana ingår i släktet Chlorota och familjen Rutelidae. Inga underarter finns listade i Catalogue of Life.